# 이백약
이백약(李百藥, 564년 ~ 647년)은 수나라 ~ 당나라 초기의 관료이자 역사가로, 자는 중규(重規)이며, 박릉군 안평현 사람이다. 뛰어난 문학적 재능으로 많은 사람들에게서 존경받았으며, 아버지 이덕림이 편찬을 시작했던 남북조시대 북제의 정사 중의 하나인 북제서를 완성한 것으로 유명하다. 

## 생애
이백약은 564년에 정주(定州) 박릉군 안평현에서 당시 북제에서 벼슬을 하고 있던 수나라의 내사령(內史令) 이덕림의 아들로 태어났다. 아버지 이덕림은 당시 북제의 역사서를 편찬하고 있었으나, 끝내 완성에는 이르지 못하고 사망하였다.
이백약은 어릴 적 병약하였다. 할머니 조씨(趙氏)에게서 「백약」이라는 이름을 지어준 것도 그것 때문이었다. 그는 7세에 문장을 잘 지었고, 아버지의 친구 육예(陸乂)와 서릉이 지은 문장을 읽고 이해하기 어려운 한 구절을 해독하였으므로 주위의 놀라움을 샀다. 음서로 삼위장(三衛長)으로서 북주의 조정에 출사(出仕)하였다. 수나라 개황 원년(581년), 태자통사사인(太子通事舍人)·동궁학사(東宮學士)에 임명되었다. 599년, 인수궁(仁壽宮)으로 소환되어 아버지의 작위인 안평현공에 봉해졌다. 양소와 우홍 등에게 그 문학적 재능을 사랑받아 예부원외랑(禮部員外郞)에 임명되었다. 수문제의 명을 받아 오례와 율령, 음양 관련 서적들을 편찬하고 제정하였다.
이보다 앞서, 이백약이 병으로 사인(舍人)의 직책을 사임했을 때, 양주에 있던 양광(훗날의 수 양제)은 이백약을 불렀으나 이백약은 부름에 나아가지 않았다. 그 일로 양제가 즉위하면서 작위를 박탈당하여 계주(桂州, 지금의 광서성 계림시)사마로 좌천되었다. 그곳에서 관직을 사퇴하고 고향으로 돌아갔다. 613년, 회계군에서 일어난 관숭(管崇)의 반란에 직면하게 된 그는 성을 지키는 데 공적을 세워 건안군의 군승(郡丞, 군의 보좌관)에 임명되었다.
수나라 말기 강남(江南) 지방은 전란이 계속되면서 심법흥·이자통·두복위 등의 군벌들이 할거하고 있었다. 이때 이백약은 그들의 휘하를 전전하였다. 당 고조 이연이 두복위를 불러서 타이르려고 했을 때, 이백약은 두복위를 설득하여 그에게 장안으로 향할 것을 권유하였다. 두복위는 도중에 이를 후회하고 이백약을 죽이려고 하였으나, 두복위의 부하 장수인 왕웅탄(王雄誕)의 보호로 목숨을 건졌다. 보공석이 반란을 일으키면서 이백약은 이부시랑에 임명되었다. 고조는 이백약도 모반하였다며 분노했지만, 두복위가 이백약을 죽이라며 보공석에게 보낸 편지가 발견되어 이백약의 목숨을 살려줬다. 그러나 보공석이 당나라 정부군에 의해 평정되면서 이백약은 경주(涇州, 지금의 감숙성 평량시)로 좌천되고 말았다.
627년, 중서사인(中書舍人)에 임명되어 안평현개국남에 봉해졌다. 후에 개국자로 진급하였다. 이듬해 628년에는 예부시랑(禮部侍郞)이 되었다. 당시 조정에서는 황족들과 공신들에게 토지를 나누어 주어야 한다는 주장이 제기되었다. 이에 대해 이백약은 〈봉건론(封建論)〉이라는 글을 지어 반대의 뜻을 내비쳤다. 당 태종은 이백약의 의견을 채용하여 이를 그만두었다. 630년에는 태자우서자(太子右庶子)에 임명되었는데, 당시의 태자 이승건의 소행이 고쳐지지 않자, 〈찬도부(贊道賦)〉를 지어 이승건에게 간언하였다.
이후 아버지의 유고(遺稿)를 이어받아 북제의 역사서를 편찬하였고, 636년에 이를 완성시켜 《제서(齊書)》라 명명하였다. 이 《제서》는 후에 북송 대에 이르러, 소자현(蕭子玄)의 《남제서》와 구별되어 《북제서》로 개명되었다.
647년, 84세로 죽었다. 사후 강(康)이라는 시호가 추증되었다. 그의 아들 이안기는 당 고종 연간에 잠시 재상을 지냈다.

## 참고 자료
- 《구당서》, 권 72 - 열전(列傳) 제22 이백약전(李百藥傳)
- 《신당서》, 권 102 - 열전 제27 이백약전